# 校園漫畫
校園漫畫是漫畫類型

## 類型
依漫畫的主角，可再細分為
- 學生：以學生及學生群為主角發展故事，可能描述學生的課業、戀愛、社團、考試、補習班、學生會、不良、運動競賽、班級瑣事等情節。
- 教師：以教師為主角的發展故事，可能描述教師教育學生的過程、師生間的情愛、學校職場的生態或教育體制的問題。

## 漫畫大賽
- 第二屆LINE Webtoon 原創漫畫大賽，主題為校園漫畫。[1]

## 外部連結
- "校園漫畫" - 搜索 Google 圖書